# ストックホルム協定
ストックホルム協定（ストックホルムきょうてい）は、1675年11月26日にネーデルラント連邦共和国（オランダ）とスウェーデンの間でバルト海における船舶の自由航行を定めた条約である。オランダ侵略戦争が起こされたことで、両国がバルト海貿易の危機に対応するため、両国の船舶に対する通商保障を定めたもので、以下の取り決めがなされた。
- オランダとスウェーデンのバルト海における船舶の自由航行を認める。
- オランダとスウェーデンは、相互に私掠行為を禁止する（密輸船を除く）。
- 両国の本条約の批准。

バルト海は、両国にとって共に重要な貿易圏であった。オランダは大航海時代においてオランダ海上帝国を築き上げていたが、その最大の交易地はバルト海であった。また、スウェーデンもバルト海地域を重要な交易地とし、スウェーデンが築き上げたバルト帝国もそれに依存していた。つまり両国の富の源泉はバルト海貿易にあった。1672年にフランス王国によるオランダ侵略戦争が始まると、オランダは対仏同盟に、スウェーデンはフランスと同盟を結んだ。両国は、共にバルト海の通商を軸としていたため、相互に通商破壊が起こされる可能性があった。オランダ海軍は、同時期のスコーネ戦争において、デンマーク海軍と共闘関係にあった。しかしこの条約において、戦時においてもこの条約が適用される事となった。